# Forintjel
A magyar forint pénzjele a Ft betűkapcsolat. A magyar nyelvben a forint jelét a szám, érték után használjuk, szóközzel elválasztva, pl.: 12 000 Ft.

## Számítástechnika
Bár a forint jelölésére ma általában a billentyűzeten is megtalálható nagy „F” és kis „t” karakterek együttesét (Unicode: U+0046, U+0074) használjuk, számos, jellemzően Magyarországon kifejlesztett régebbi kódolás tartalmaz önálló forintjelet, amely az F és t betűket egy karakterbe sűríti, hasonlóan a spanyol peseta „₧” jeléhez. Ez a szokás az írógépek idejéből származik, amelyeken általában szintén külön billentyű szolgált a forintjel beírására. Külföldi szoftverek, weboldalak időnként tévesen az „ƒ” karaktert is használják, amely annak megszűnéséig a holland forint jele volt, jelenleg pedig többek között a Holland antillákbeli forinté.

### Kódjai
A Unicode kódrendszer nem tartalmazza a forintjelet, bár 2023-ban javasolták a karakter hozzáadását, ezt a Unicode szabványt szerkesztő bizottság egyelőre nem fogadta el. Az alábbi kódolásokban azonban előfordul:
- A CWI–2 kódolás egyes változatai: 158-as, 168-as vagy 159-es kód (utóbbi a FreeDOS operációs rendszeren)
- Primo számítógépek beépített karakterkészlete: 137-es kód[2]
- Nishiki-teki betűkészlet: U+F5FC (egyedi használatú karakter)[3]